# Odontotrypes bimaculatus
Odontotrypes bimaculatus là một loài bọ cánh cứng trong họ Geotrupidae. Loài này được Cervenka miêu tả khoa học năm 2006.